# Ливия на летних Олимпийских играх 2008
Ливия принимала участие в Летних Олимпийских играх 2008 года в Пекине (Китай) в девятый раз за свою историю, но не завоевала ни одной медали. Сборную страны представляли 7 спортсменов.